# Тысячеликий герой
«Тысячеликий герой» (англ. The Hero with a Thousand Faces; в некоторых переводах — «Герой с тысячью лицами») — книга американского учёного Джозефа Кэмпбелла по сравнительной мифологии, первое издание которой вышло в свет в 1949 году.
В 2011 году книга попала в список лучших и самых влиятельных книг по версии журнала Time (среди книг, написанных на английском с 1923 г.).
Режиссёр Джордж Лукас признал теорию Кэмпбелла в мифологии и её влияние на фильмы о «Звёздных войнах».

## Основные идеи
Кэмпбелл написал «Тысячеликого героя» в 1949 году; он использовал в книге теории Зигмунда Фрейда, Карла Густава Юнга, Арнольда Ван Геннепа, а также исследования этнографов Джеймса Джорджа Фрэзера, Франца Боаса и психолога Отто Ранка.

Исследуя мифы народов мира, Кэмпбелл пришёл к выводу: 
Большинство мифов имеют общую сюжетную структуру — путешествие архетипического героя, мономиф.
Герой, по Кэмпбеллу, совершает путешествие в несколько этапов:

#### Герой получает призыв
Получив призыв, он покидает обычный мир и при помощи наставника преодолевает барьер на пути в мир сверхъестественный.

#### Герой проходит испытание
Далее героя ожидают испытания, при этом возможна помощь союзников, а также самое тяжёлое испытание, приняв которое, он получит награду. Затем следуют метафорическая смерть и воскрешение.

#### Герой возвращается домой
После этого герой возвращается с наградой в обычный мир, и на пути его снова ждут испытания. Вернувшись, герой может применить полученную награду, чтобы улучшить обычный мир.
При создании книги Кэмпбелл изучал классику мифологии и литературы, в частности руководствовался путями, которые проходили такие герои, как Осирис, Будда, Иисус, Прометей, Мухаммед, Моисей. Руководствуясь теорией ван Геннепа, Кэмпбелл разработал свою классификацию обрядов перехода, разделив их также на три стадии (этапа):
- разделение;
- посвящение и возвращение (или сепаративная стадия);
- лиминальная и конечная стадии.

Термин мономиф заимствован из «Поминок по Финнегану» Джеймса Джойса.

## Влияние
На основе идей, изложенных в книге, голливудский продюсер Кристофер Воглер написал методичку для сценаристов. Эта небольшая — объёмом в 7 страниц — записка оказала влияние на сценарии многих фильмов, в частности студии Walt Disney. Джордж Лукас использовал теорию Кэмпбелла в своих «Звездных войнах».

## Издания на русском языке
- Кэмпбелл Д. Герой с тысячью лицами: Миф. Архетип. Бессознательное = The Hero with thousand faces / ред. И. Старых; пер. с англ. К. Семёнов. — СПб.: София, 1997. — 336 с. — ISBN 5-220-00066-7.
- Кэмпбелл Д. Тысячеликий герой = The Hero with thousand faces / пер. с англ. А. П. Хомик. — Киев, М.: Ваклер; Рефл-бук; АСТ, 1997. — 384 с. — (Созвездие мудрости (Astrum Sapientiae)). — 11 000 экз. — ISBN 5-87983-054-3, ISBN 5-87983-058-6, ISBN 966-543-195-1, ISBN 5-15-000228-3.